# 弗兰克·卢卡斯
弗兰克·卢卡斯（英語：Frank Lucas，1930年9月9日—2019年5月30日）是一名美国毒品商人，1960年代末至1970年代初活跃于哈林区。他以绕过中间商直接从金三角购入海洛因的商法闻名。卢卡斯自称曾经使用美国阵亡军人的棺材作为贩毒媒介，但是这一说法被他在东南亚的合作伙伴莱斯利·阿特金森否认。事实上走私的毒品确实没有直接放在棺材中，而是藏在棺材下方的托盘里。2007年的电影就是以卢卡斯的生平为题材，由丹泽尔·华盛顿扮演他。影片中重现了藏毒的情节，但其他部分则过于戏剧化了。

## 早年
弗兰克·卢卡斯生于北卡罗来纳州拉格朗日，成长于格林斯伯勒。他是弗雷德·卢卡斯和马赫莉·卢卡斯（娘家姓琼斯，1909-2003）之子。他自称促使自己开始犯罪生涯的机缘是亲眼目睹自己的一位年仅12岁的表亲因为“不小心盯了一个白人女性”而被格林斯伯勒的三K党杀死。之后卢卡斯一直过着小偷小摸的生活，直到有一次他跟前雇主打了一架之后，他的母亲建议他逃到纽约去避风头。卢卡斯因此来到了哈林，最初继续小偷小摸了一阵，还摆过台球残局摊，之后被当地帮派头目“瘤子”约翰逊网罗。卢卡斯宣称他给约翰逊当了十五年的司机，而事实上约翰逊1963年才从监狱获释，5年之后的1968年就去世了。约翰逊的遗孀认为卢卡斯其实是把另一个帮派分子扎克·沃克的事迹安到了自己头上。扎克曾经跟约翰逊同吃同住，但最后依然背叛了他的老大。

## 犯罪生涯
约翰逊死后，卢卡斯在闯荡了一番后得出结论，想要出人头地就必须打破意大利黑手党在纽约一家独大的局面。他后来到了泰国曼谷并找到了一家主要招待黑人士兵的酒吧，Jack's American Star Bar。在那里他偶然认识了时任美军中士的莱斯利·阿特金森。阿特金森来自北卡罗来纳的苟德斯伯勒，并且正好娶了卢卡斯的一个表亲为妻。卢卡斯后来说：“艾克（阿特金森）认识军队里的所有黑人，从厨子到将军都认识。”
在2000年接受一家杂志的采访时，卢卡斯否认了曾经把毒品和阵亡将士的尸体放在一起的传闻。他澄清说，自己从北卡州带了一个木匠到曼谷，然后：
“我们就把那事儿办了，哈哈哈......有哪个没眼力见的会打开死掉士兵的棺材看一眼，哈哈哈......我们让他做了28个跟政府的棺材一模一样的棺材，但是棺材底动过手脚，足足能装下6公斤，不，8公斤......这可得藏严实了。你不能让东西在棺材里撞来撞去。艾克聪明极了，他让我们把货夹在大块头的棺材里。我们从来不对小个子的棺材下手......”

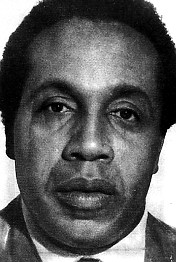
卢卡斯的联邦入监照，摄于1975年1月。

另一方面阿特金森——美国缉毒局的人给他起了个外号叫“白粉中士”——却说他把毒品夹在家具里，而不是棺材托盘。不管怎么样，卢卡斯都得以从亚洲直接把毒品运进美国。他自称在116街卖海洛因的时候可以日进上百万美元，后来证实他又在吹牛。联邦法官斯特林·约翰逊，时任纽约市麻醉品特别检察官，把卢卡斯的“生意”称为有史以来最大胆，最有创意的国际贩毒之一。在一次采访中卢卡斯曾说“我当时想要变有钱，像唐纳德·川普一样有钱。感谢上帝，我做到了。"
在贩毒行动中，卢卡斯只信任自己在北卡罗来纳的亲戚和朋友。他认为这些北卡人更淳朴，不会偷他的东西或者被大城市的灯红酒绿所诱惑。他声称自己的海洛因“蓝色魔法”刚从泰国出货时纯度可达98-100%。他还曾说过自己的资产“差不多有5200万美元”，大部分存在开曼群岛的银行里。另外手头还有“1,000公斤海洛因”，按照当时的市价，一公斤可以净赚30万美元。
手握毒品交易的巨大利润，卢卡斯在全国各地置业：在底特律买写字楼，在洛杉矶和迈阿密买公寓。他还在北卡买下了一片7,000英亩的农场，养了300头黑安格斯牛，其中一头种牛价值高达12万5千美元。
卢卡斯还和娱乐界、政界和犯罪界的精英往来频繁。他声称自己风光时曾经在哈林最好的一家俱乐部招待过霍华德·休斯。虽然有好几身水貂和龙猫皮草大衣，为了不太招摇他平时着装更喜欢走休闲和商务风。1970年代中期他被逮捕时，所有的资产都被没收了。
“他们把什么都拿走了：芝加哥，底特律，迈阿密，北卡，波多黎各的房子都没了。我的律师告诉我他们拿海外存款没辙，我就把钱都存在开曼群岛的银行里。但这都是放屁，他们最后把钱也拿走了。记住我说的，如果你有了点小钱就藏起来，别存，因为不管你存在哪儿他们都会拿走的。”

## 逮捕和释放
1975年1月，由美国缉毒局22组的10名探员和纽约警署下属防范有组织犯罪处的10名警官组成的联合行动小组突袭了卢卡斯在新泽西州提內克的住宅。在他的家中搜出现金584,683美元。之后他被裁定违反联邦和新泽西州毒品法，次年判处监禁70年。在被判有罪之后卢卡斯选择成为警方证人，指证了上百起涉毒案件。1977年为了其人身安全，卢卡斯和家人被置于美国联邦证人保护项目下。1981年，在羁押5年之后，他的40年联邦刑期和30年州刑期被免除，获得了终身假释。1984年卢卡斯因试图用1盎司海洛因加13,000美元现金换取一公斤可卡因而再次被捕。之前指控他的检察官里奇·罗伯茨这次转而担任了他的辩护律师，这一次他被判7年监禁。1991年，卢卡斯刑满释放。

## 相关艺术作品

### 《美国黑帮》（2007年电影）
在环球影业的这部电影中由丹泽尔·华盛顿饰演卢卡斯。影片对其生活的刻画过于戏剧化。在接受MSNBC的采访时，卢卡斯表示非常喜欢这部电影，也很欣赏华盛顿对自己的演绎。但是他也承认，这部电影的情节只有一小部分是基于事实的，大多数剧情都是为了情节需要而虚构的。此外，里奇·罗伯茨对影片中把自己刻画成一个争取子女抚养权的父亲表示不满，因为现实生活中他根本没有孩子；同时他也批评电影几乎把卢卡斯描述为“一个圣人。”
斯特林·约翰逊法官评价这部电影为“百分之一的事实加上百分之九十九的好莱坞”。此外，他表示现实生活中的卢卡斯“没有文化，邪恶，暴力，完全是丹泽尔影片中形象的反面。”前缉毒署探员杰克·托尔，格雷戈里·科尼洛夫和路易斯·迪亚兹对环球影业提起诉讼，声明本片纯属虚构，并且诽谤了包括他们在内的数以百计的探员。这一诉讼最终被美国地区法官科琳·麦克马洪驳回。她称影片结尾的字幕“错得离谱”，因为卢卡斯与警方的合作并没有导致执法人员被定罪或被警告；“像环球影业这样的大公司（特别还是由新闻巨头NBC控股的）没有理由在一部流行电影的最后放上这样不正确的字幕”，但尽管这样这依然不构成诽谤罪，因为影片中“没有任何一个角色被明确赋予缉毒局探员的身份”。
影片中的很多情节都采用了卢卡斯自己的说法，但显然很多都站不住脚。比如前文说过的他与瘤子约翰逊的关系，他的势力最后压倒了黑手党和黑帮大佬尼基·巴恩斯，以及他身为1970年代金三角海洛因走私的幕后策划人。卢卡斯的传记作者罗恩·舍皮休克认为这些故事几乎等同于神话。美联社娱乐记者弗兰克·科伊尔指出“导致这种混乱的部分原因是记者们过于依赖二手资料而忽视了实际发生的事件"

### 电视节目
- 美国黑帮（电视剧）第2季第5集主打弗兰克·卢卡斯的故事[20]
- 帮派之地（电视剧）第1季第2集“美国黑帮”（2007年11月1日）介绍了弗兰克·卢卡斯，尼基·巴恩斯和贩毒辛迪加“理事会”。

## 个人生活
卢卡斯娶波多黎各的一位毕业舞会皇后朱莉安娜·法拉特为妻。两个人经常互赠昂贵的礼物。她曾送过卢卡斯一件价值125,000美元的外套和一顶配套的价值40,000美元的帽子，并用为后者现金支付。
法拉特也因为参与了丈夫的贩毒事业而被判刑五年。刑满释放后她回到波多黎各，与卢卡斯分居数年。2006年两人和好，迄今为止已经结婚40多年。
卢卡斯育有七个孩子，其中包括女儿弗朗辛·卢卡斯-辛克莱尔和一个儿子小弗兰克·卢卡斯。卢卡斯-辛克莱尔1977年和父亲一起受到证人保护计划庇护，这段经历是她后来开办了一个叫“黄色砖路”的网站以帮助被父母监禁的孩子们。
在一场车祸中卢卡斯的双腿折断，从此以后必须依靠轮椅代步。

## 逝世
盧卡斯於2019年5月30日在新澤西州的席達格羅夫去世，享年88歲。

## 相关链接
- 弗蘭克·馬修斯（英语：Frank Matthews (drug trafficker)）
- 路易斯·迪亞斯